# Spotted

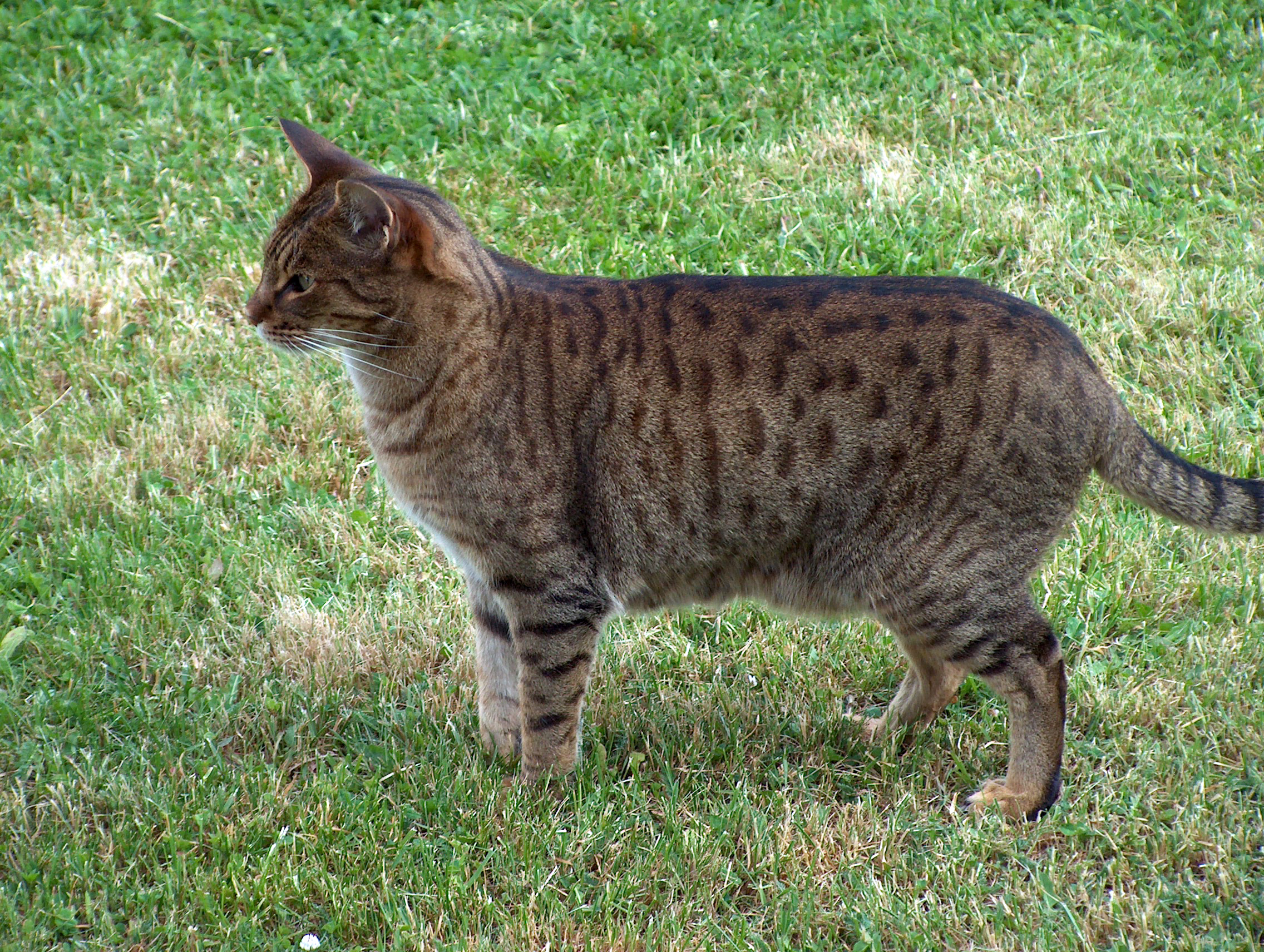
Brunspotted ocicat.

Spotted är ett mönster i pälsen på en katt, med små fläckar som gör att pälsen ser prickig ut. Spotted är ett av de agoutimönster som förekommer på katter, tillsammans med tabby, tigré och tickad. Genetiken bakom spotted-mönstret är inte utredd, men troligen rör det sig om ett anlag som bryter upp tigré- och tabbyränder i mindre fläckar.